# Boa Vista (Roraima)
Boa Vista (Buena Vista) es la capital y el municipio más poblado del estado brasileño de Roraima. Concentrando aproximadamente a dos tercios de los roraimenses, se encuentra en el margen derecha del río Branco. Es la única capital brasileña localizada totalmente al norte de la línea ecuatorial.
La ciudad se destaca entre las capitales de la Amazonia por el trazado urbano organizado de forma radial, planificado en el período entre 1944 y 1946 por el ingeniero civil Darcy Aleixo Derenusson, similar a las calles de París, en Francia. Fue construido en el gobierno del capitán Ene Garcez, el primer gobernador del entonces Territorio Federal del Río Branco. Las principales avenidas del Centro de la ciudad convergen para la Plaza del Centro Cívico Joaquim Nabuco, donde se concentran las sedes de los tres poderes — Legislativo, Judicial y Ejecutivo.
Es una ciudad típicamente administrativa que concentra todos los servicios estatales.

## Geografía
Boa Vista se sitúa en la porción centro oriental del estado de Roraima, en la microrregión de Boa Vista, mesorregión del Norte de Roraima. Es la única capital brasilera localizada totalmente al norte de la línea del ecuador. El municipio cuenta con una superficie de 5.117,9 km² (que corresponde a 2,54% de la superficie del estado), y limita con los municipios de Pacaraima al norte; Normandía al nordeste; Bonfim al este; Cantá al sudeste; Mucajaí al sudoeste; Alto Alegre al oeste; y Amajari al noroeste. Las áreas indígenas alcanzan 1.447,35 km² del municipio (que corresponde a 25,33% de la superficie del territorio total).

## Trazado Urbano
El trazado urbano del centro de Boa Vista fue proyectado por el ingeniero Victor Freites en una alusión a la ciudad de París, en Francia, en el gobierno del capitán Ene Garcez, primer gobernador que tuvo Roraima.
Boa Vista se destaca entre las capitales del norte del Brasil por su trazado urbano, que está organizado de forma radial, planeado por el arquitecto Darci Aleixo. Las principales avenidas de la ciudad confluyen en la Plaza del Centro Cívico, donde se concentran importantes edificios públicos, entre los que se destacan el Palacio de Gobierno, la Asamblea Legislativa, el Palacio de Cultura, y el edificio de Correos, la Catedral Cristo Redentor, además de los bancos y hoteles.

## Historia

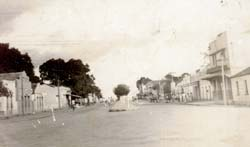
La Avenida Jaime Brasil en 1924.

Fundada en 1830 por el capitán Inácio Lopes de Magalhães, Boa Vista se originó de una hacienda de ganado con el nombre Boa Vista do Río Branco perteneciente al estado de Amazonas. En 1890 el pueblo fue transformado en sede de un nuevo municipio, y comenzó a crecer con la construcción de la tan deseada carretera BR-174 que la conecta con Manaos. En 1943 se trasformó en la capital del Territorio Federal do Río Branco y experimentó un fuerte crecimiento con un gran flujo migratorio. El entonces territorio federal cambió su estatus a estado y tiempo después paso a llamarse Roraima, la extracción de metales preciosos con maquinarias, que era hasta ese momento el sustento de la economía, fue prohibido; por lo que perjudicó gravemente el aspecto económico del estado y la ciudad. Cabe mencionar que, este territorio se acrecentó, con la anexión del territorio venezolano conocido como La Roraima Venezolana. Este hecho se produjo, tras el tratado de Amistad Navegación y Límites firmado entre Venezuela y el Imperio del Brasil en 1845.

### Crecimiento del municipio
Cuando la ciudad pertenecía al estado de Amazonas, el territorio del municipio ocupaba toda la superficie perteneciente al actual estado de Roraima. Posteriormente fue dividida en dos, con el surgimiento del municipio de Catrimani (que nunca fue fundado). Otros municipios fueron separándose con el tiempo, por lo que Boa Vista terminó ocupando su actual superficie.
En cuanto a la población, en 1950 Boa Vista contaba con aproximadamente 5.200 habitantes. Número que creció con los años, llegando a los 284.313 habitantes, en 2010.
Boa Vista tuvo y continua teniendo una de las tasas de crecimiento más altas entre las capitales de estado brasileñas (aproximadamente 3% por año), y lo que hoy en día atrae a los inmigrantes son la gran vacante de empleos públicos.

## Política
Durante los años 1993 - 1996, la alcaldía estuvo al frente de la alcaldesa Maria Teresa Saenz Surita. Durante los años 1996 - 2000, la alcaldía estuvo al frente de Ottomar de Souza Pinto.
En el periodo de 2001 - 2004, resultó elegida como alcaldesa Teresa Surita, del Partido de la Social Democracia Brasileña, con el 44,37% de los 81.352 votos, venciendo a Ottomar de Souza Pinto (del PTB), que obtuvo el 29,96%. Fue reelecta en 2004.
En 2006 Teresa Surita renuncia a su mandato para poder ser candidata a senadora, por lo que asume el vicealcalde Iradilson Sampaio. Iradilson Sampaio es reelecto para la gestión del 2008 al 2012.
En 2012 Teresa Surita gana las elecciones para un mandato más de alcaldesa hasta 2016.
En 2020, tras dos mandatos consecutivos de Teresa Surita, su teniente de alcalde, Arthur Henrique, gana las elecciones a la alcaldía.

## Demografía
La población de Boa Vista fue contada por el Instituto Brasileño de Geografía y Estadística en 284 258 personas, siendo el municipio más poblado del estado y el número 87 de Brasil, mostrado una densidad demográfica de 49,98 hab/km². Boa Vista concentra 65,3% de la población de Roraima. Según el censo de 2010, 89 311 habitantes eran hombres y 90 837 habitantes eran mujeres. También según el mismo censo, 277 754 habitantes viven en la zona urbana y 6504 en la zona rural.
El Índice de desarrollo humano municipal (IDH-M) por medio del Programa de las Naciones Unidas para el Desarrollo (PNUD), es de 0,779, siendo el mayor de todo estado de Roraima. El índice de educación es de 0,910 (muy elevado), mientras que el del Brasil es 0,702 a nivel general; el índice de esperanza de vida es de 0,725 (el brasileño es 0,638); y el de salario es de 0,738 (el del país es 0,723). El municipio posee la mayoría de los indicadores médios y parecidos con los de la media nacional según el PNUD. La Renta per cápita es de 16 182,78 reales.
En los últimos años el estado de Roraima, y en especial su capital, Boa Vista, ha recibido una gran cantidad de inmigrantes, en su inmensa mayoría de origen venezolano, quienes alcanzan una cifra de aproximadamente 40 000 personas en la ciudad.

## Transporte

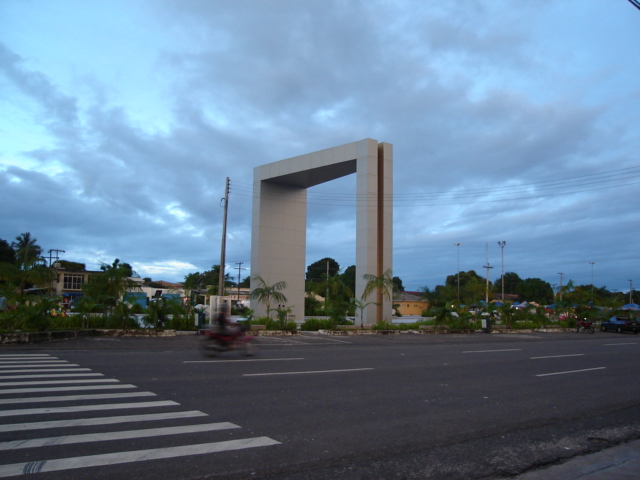
El Portal do Milênio, unos de los principales monumentos de la ciudad, en el Complejo Ayrton Senna.

Boa Vista cuenta con un ineficiente transporte urbano, extremadamente precario comparado al de Manaos. La frecuencia del ómnibus es pequeña para la demanda, causando grandes demoras para las personas que lo utilizan a diario.
Por el contrario, Boa Vista posee dos modernas terminales de ómnibus, que se parecen a verdaderos centros comerciales con locales de alimentación, diversos negocios, ambiente climatizado y elevadores. La población de la ciudad también acostumbra a usar taxis de forma compartida por varios pasajeros.

### Tránsito
Las calles de Boa Vista son anchas y bien señalizadas, pero de todas formas se ve cada vez más la presencia de embotellamientos (especialmente en el centro de la ciudad y en algunas vías de la periferia), si bien duran poco tiempo comparado con los de otras capitales brasileñas, usualmente se dan en la hora pico.
Boa Vista ocupa una mala posición en el ranking de las ciudades más violentas en el tránsito con importante número de víctimas fatales.

### Conexiones

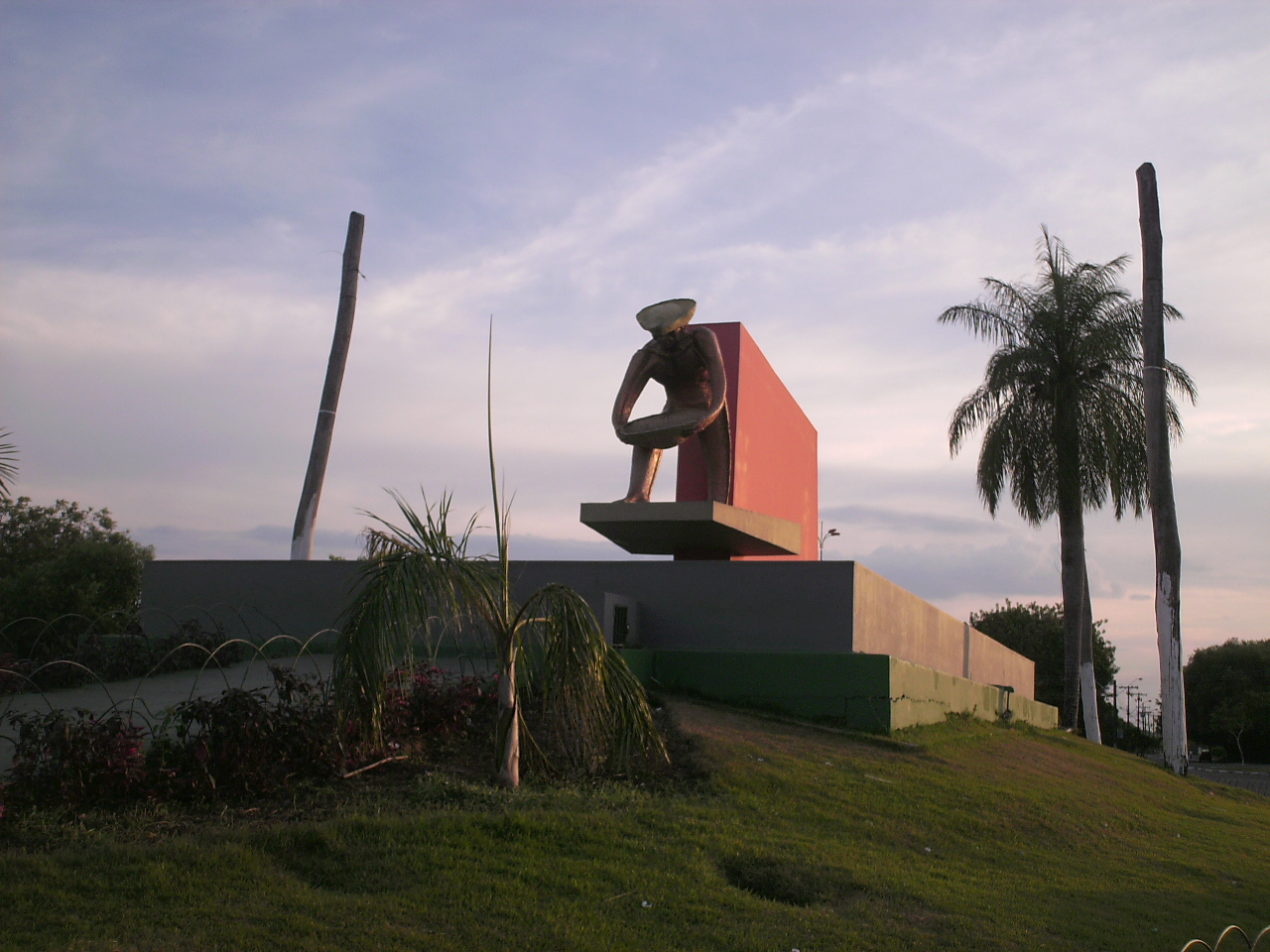
Monumento a los Garimpeiros

Boa Vista cuenta con un aeropuerto (el Aeropuerto Internacional de Boa Vista), en donde operan empresas como TAM, Gol, y Meta.
Boa Vista posee además una Terminal de Ómnibus Internacional, la Rodoviária Internacional José Amador de Oliveira - Baton, que comunica a la ciudad con otras del interior de Roraima, el Amazonas, la Guayana Esequiba y Venezuela.
Las dos carreteras que cruzan la ciudad son:
- BR-121 - Conexión con la Guayana Esequiba, zona reclamada por la  República Bolivariana de Venezuela y administrada por la  República Cooperativa de Guyana.
- BR-174 - Conexión con Manaos (Amazonas) y la  República Bolivariana de Venezuela.

## Personas notables
- Bianca Matte (b. 1990), Reina de Belleza[1]